# Astragalus penicillatus
Astragalus penicillatus är en ärtväxtart som beskrevs av Dieter Podlech. Astragalus penicillatus ingår i släktet vedlar, och familjen ärtväxter. Inga underarter finns listade i Catalogue of Life.